# Joan de Fluvià
Joan de Fluvià (segle XV) provenia d'un llinatge de cavallers originaris de Guissona que més tard es va establir a la Noguera i que foren partidaris del comte Jaume d'Urgell després del Compromís de Casp. Juntament amb el seu germà Ramon Berenguer de Fluvià es van revoltar contra el nou rei i segurament es va haver d'exiliar per aquest motiu.
Era nebot del Mestre de l'Hospital Antoni de Fluvià i és possible que anés a  Rodes, com altres membres de la família Fluvià que eren hospitalers. Ara bé, el trobem convocat a Corts el 1421, el 1436 i el 1438, possiblement ja havia estat perdonat.